# 布拉格地铁
布拉格地铁是捷克布拉格的地鐵系統。系統由三条路线組成，分別為A线、B线和C线，总共有61个地铁站，铁路总长度65.2公里。布拉格地铁提供每日十九小时的列车服务，自上午五点至半夜十二点。繁忙时间时每两至三分钟就有一班车。布拉格地鐵的載客量每天達150萬人次，在歐洲最繁忙的地鐵系統中排行第七，年載客量達5亿8千万人次。

## 歷史

### 地鐵出現之前
雖然布拉格地鐵系統相對較新，但布拉格建設地下交通的想法可以追溯到很多年前。1898 年拉迪斯拉夫·羅特提出了第一個建造地下鐵路的建議。他鼓勵市議會利用城市中心的地下已經被挖掘用於下水道工程這一事實，羅特希望他們也為鐵路挖掘隧道，然而該計劃遭到了市政府的否絕。
1918 年捷克斯洛伐克成立後，一些人再次考慮為新國家的首都修建地鐵。1930年代布拉格開始對地鐵路線進行規劃，定提出兩種可能運輸方式：准地铁 (地下化的有軌電車)或地鐵。二戰結束後，雖然A、B、C三條線路幾乎已經設計完畢，但由於國家經濟狀況不佳，所有地鐵規劃都停止了。
1960年代，城市車流量急劇增加，有軌電車也經常堵車或出現技術缺陷。捷克斯洛伐克社會主義共和國政府決定建造一條地下有軌電車，它在市中心的隧道內運行，但在郊區則在地面上運行，設計和建設在蘇聯的幫助下進行，因此許多細節與莫斯科地鐵存在相似之處。1966 年 1 月 7 日布拉格當地的報紙宣布：地下電車的建設已經開始。最初建設的C線因為沒有相關建設經驗，採用明挖回填法施工。
1967 年 8 月 9 日，捷克斯洛伐克政府在蘇聯顧問的影響下改變想法，決定建造一個真正的、完全地下化的地鐵系統。不過從一些細節仍然可以看出，最初布拉格建設準地鐵的痕跡，例如特別加高的樓層--用於容納有軌電車的架空電纜。

### 開通與擴張
C 線第一段於 1974 年 5 月 9 日通車，自佛罗伦萨站至卡切爾羅夫站，長6.6公里，共9個車站。地鐵開幕日期選在蘇聯軍隊擊敗布拉格德軍的日期，開幕式上強調社會主義國家之間的合作，尤其是捷克斯洛伐克和蘇聯的友誼。C線之後在1980年向南延伸至小樹林站，1984年向北延伸至霍萊紹維采車站站，2004年延伸至拉特威站，2008年在延伸至萊特雅妮站，為目前終點站。
C線開通4年後，布拉格的第二條地鐵路線--A線於1978年通車，A線通車後幾經延伸，最新的延伸在2015年4月6日，路線延伸到摩托醫院站。B線是3條路線中最後通車的，B線在1985年通車， 1998年路線延伸到黑橋站，之後路線沒有再延伸，不過B線長25.6公里，目前仍是系統中最長的路線。
1989年捷共政府倒台，隔年布拉格地鐵更改13個帶有共產主義色彩的車站站名。

### 洪水威脅
2002年8月，中歐發生大洪水，該次洪水導致布拉格地鐵三條路線都受到影響，洪水侵入地鐵隧道，導致18個車站被迫關閉，2輛列車被洪水淹沒，不過經過檢修後被重新使用，洪災損失總計近 70 億克朗，直到2003年3月布拉格公共交通公司 (DPP) 才恢復所有車站的營運。2013年中歐洪水再次發生之際，DPP預警性關閉部分車站，並以有軌電車或公交車暫時替代。

## 路線
布拉格地鐵系統營運中的路線呈三角形佈局，由南北向的C線、東西向的A線、與東北-西南走向的B線組成，營運中的三條線路在市中心的三個換乘站交匯。
| 標誌  | 路线名         | 启用年份 | 长度 (公里) | 站数                 |
| ----- | -------------- | -------- | ----------- | -------------------- |
| A     | A线（Linka A） | 1978年   | 17.1        | 17                   |
| B     | B线（Linka B） | 1985年   | 25.6        | 24                   |
| C     | C线（Linka C） | 1974年   | 22.7        | 20                   |
| 总計: | 总計:          | 总計:    | 65.2        | 61（重覆計算轉乘站） |
| D     | D线（Linka D） | 建設中   | 10.5        | 10                   |

## 特色

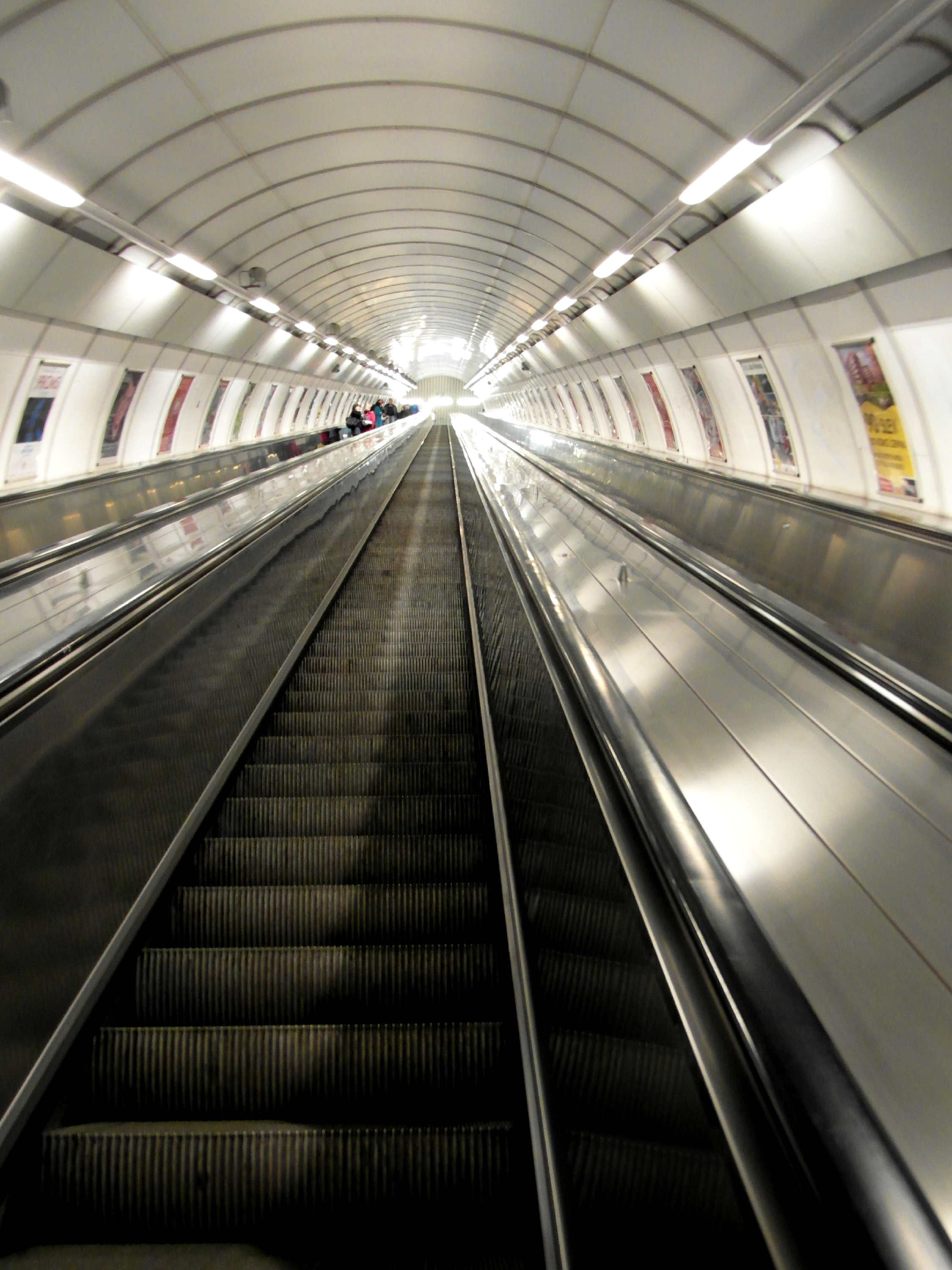
位於布拉格地鐵，歐盟最長的電動扶梯。

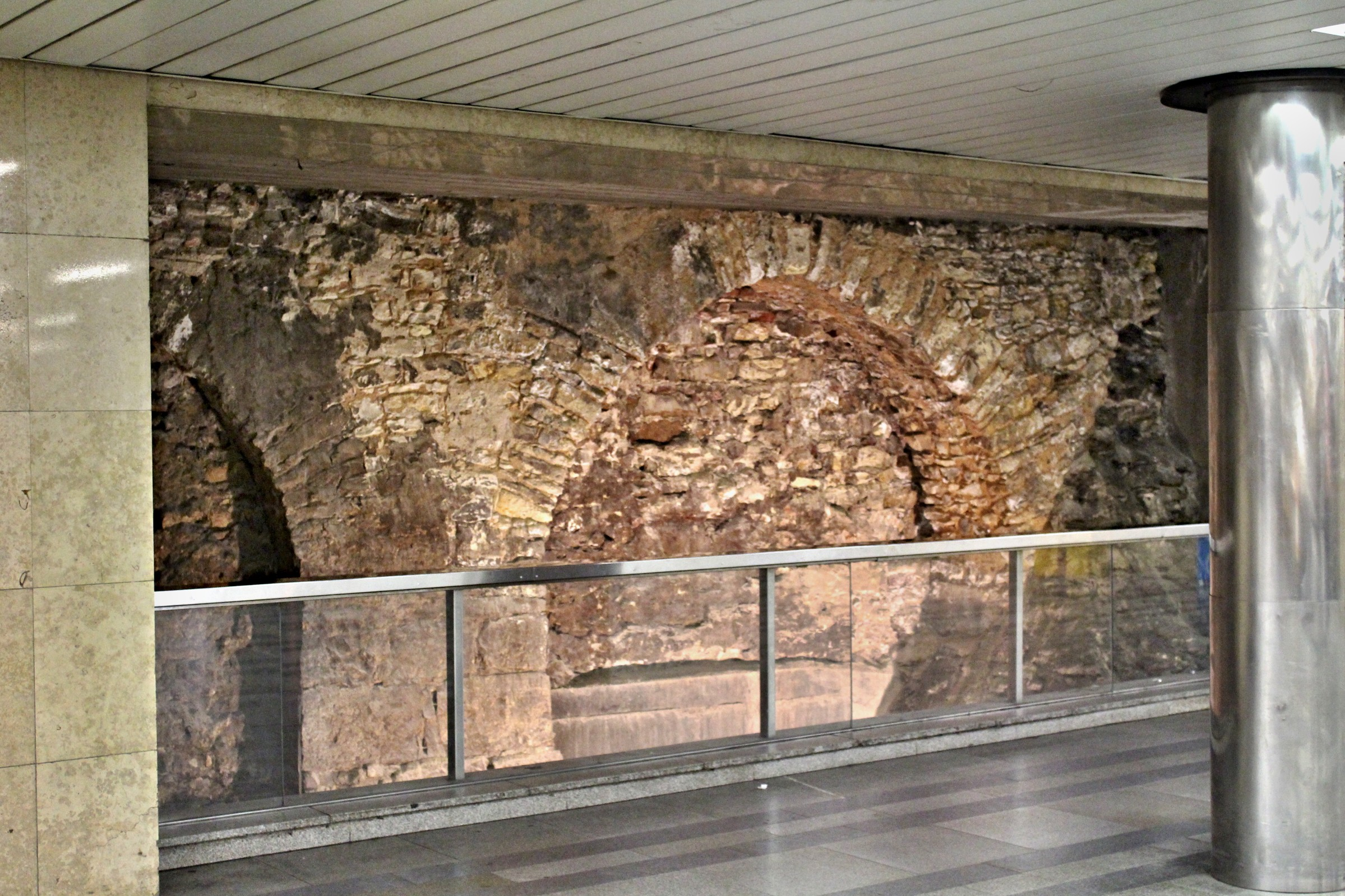
小橋站中保存的橋樑遺跡
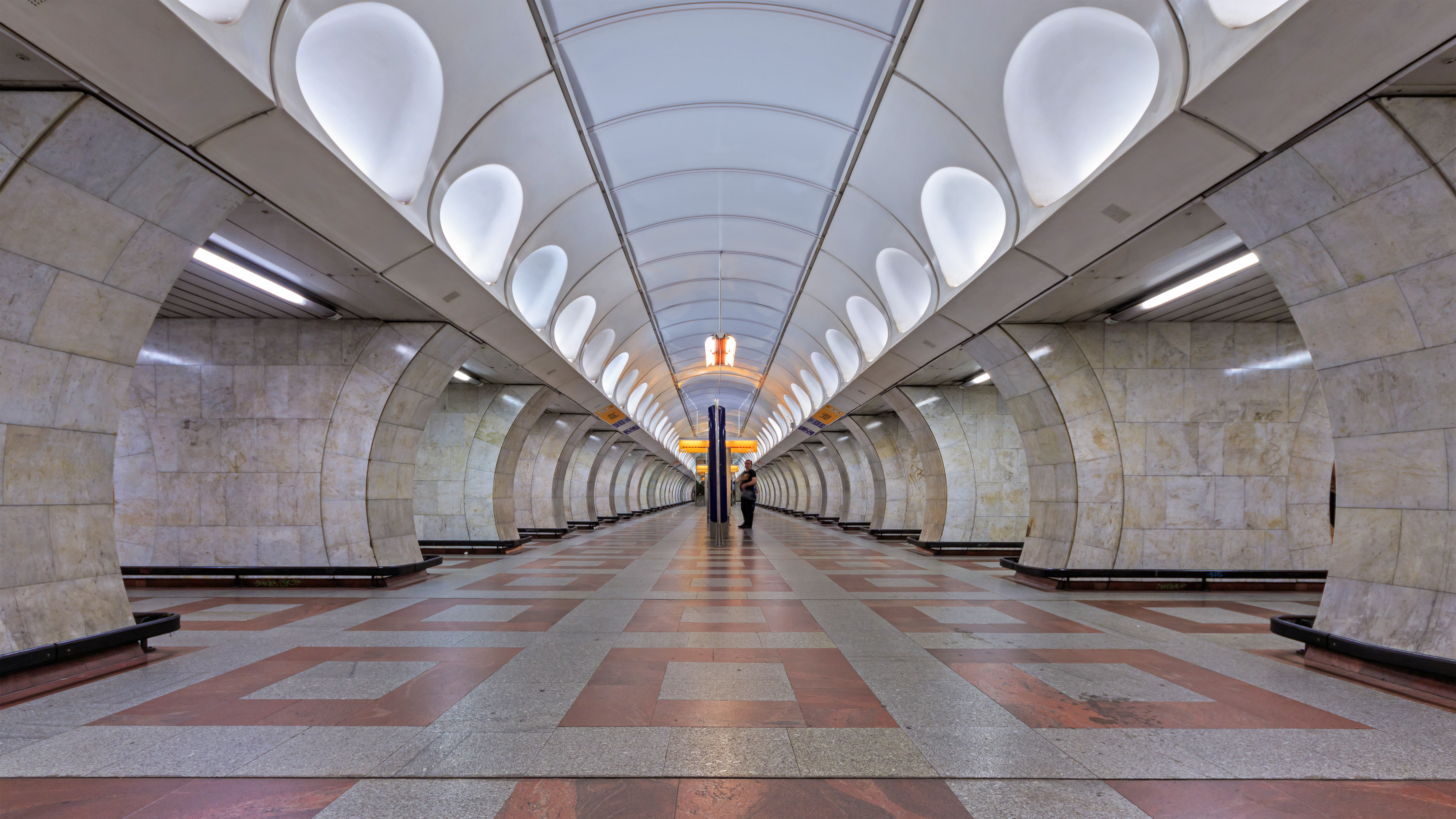
採用莫斯科風格設計的天使站

布拉格地鐵具有以下特點：
- A線與B線的轉乘站小桥站，站名源自當地地名，施工時工人挖掘出一座中世紀的橋樑，證實了當地地名的由來，目前橋梁遺跡被保存在車站之中，可以在車站西北出口附近看到。[4]
- A線的和平广场站是歐盟境內最深的車站，深達53米。此站同時擁有歐盟最長的電動扶梯，長87米，垂直落差43.5米，共有533級，從一端運行至另一端耗時2分15秒。
- B線的天使站在1985年開通時命名為「莫斯科站」，開通的同一天，莫斯科地鐵開通一個名為布拉格站的車站，用以見證蘇聯與捷克斯洛伐克的友誼，該站在1990年改名，但一些捷共統治時期的藝術品仍被保留，另外莫斯科地鐵的「布拉格站」站名，至今沒有被更改。
- C線在跨越努斯萊谷地時，行經努斯萊橋，該橋橋面供車輛與行人通行，C線列車則行駛於橋面下的水泥箱涵中。
- 在捷共時期，有傳言說在發生核襲擊時，地鐵有為高層建造的防空洞。共產政權垮台後，這些防空洞被確實存在，但沒有想像中的規模與豪華裝修。

## 地鐵列車

### 曾經使用的列車

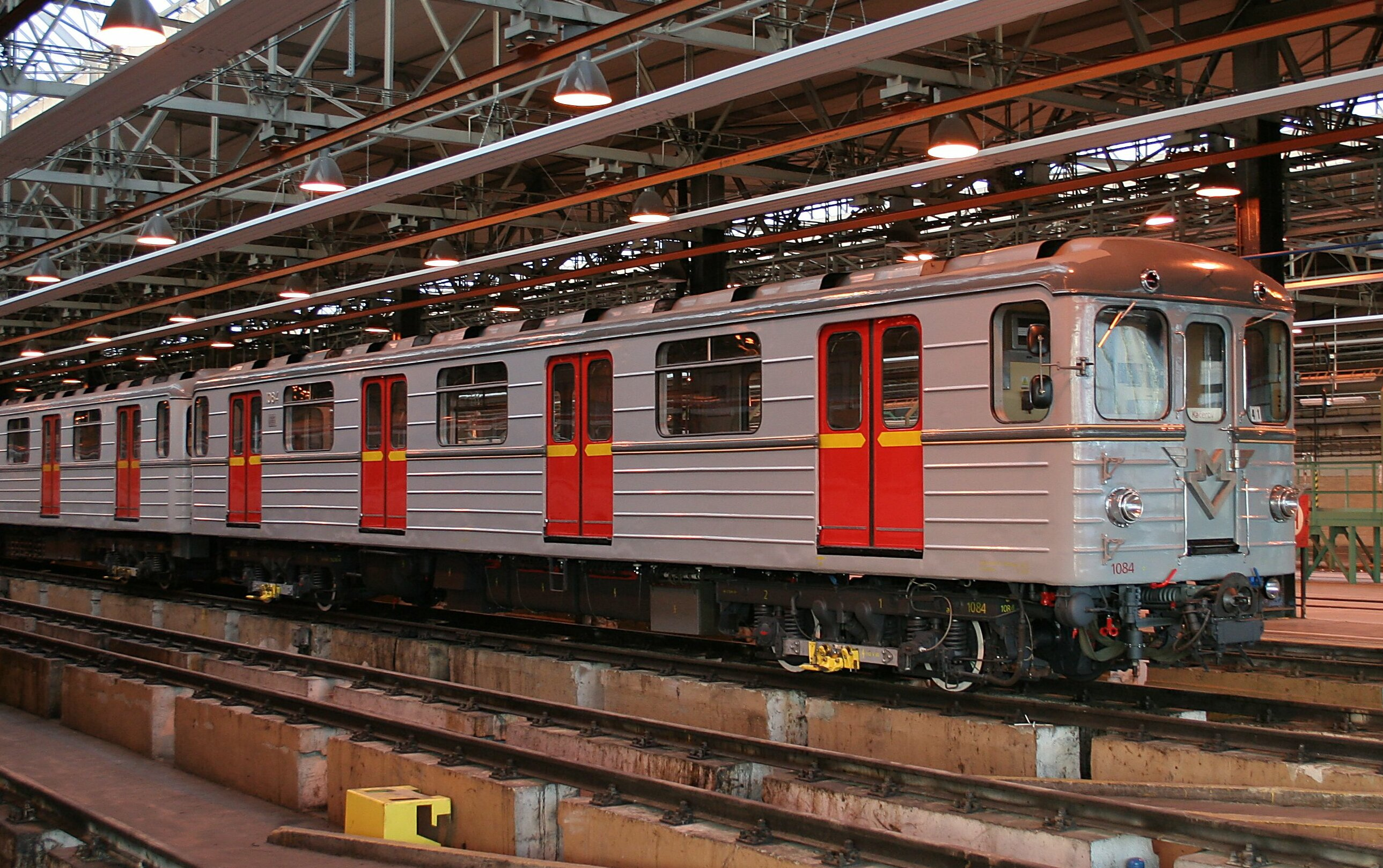
存放中的Ečs型

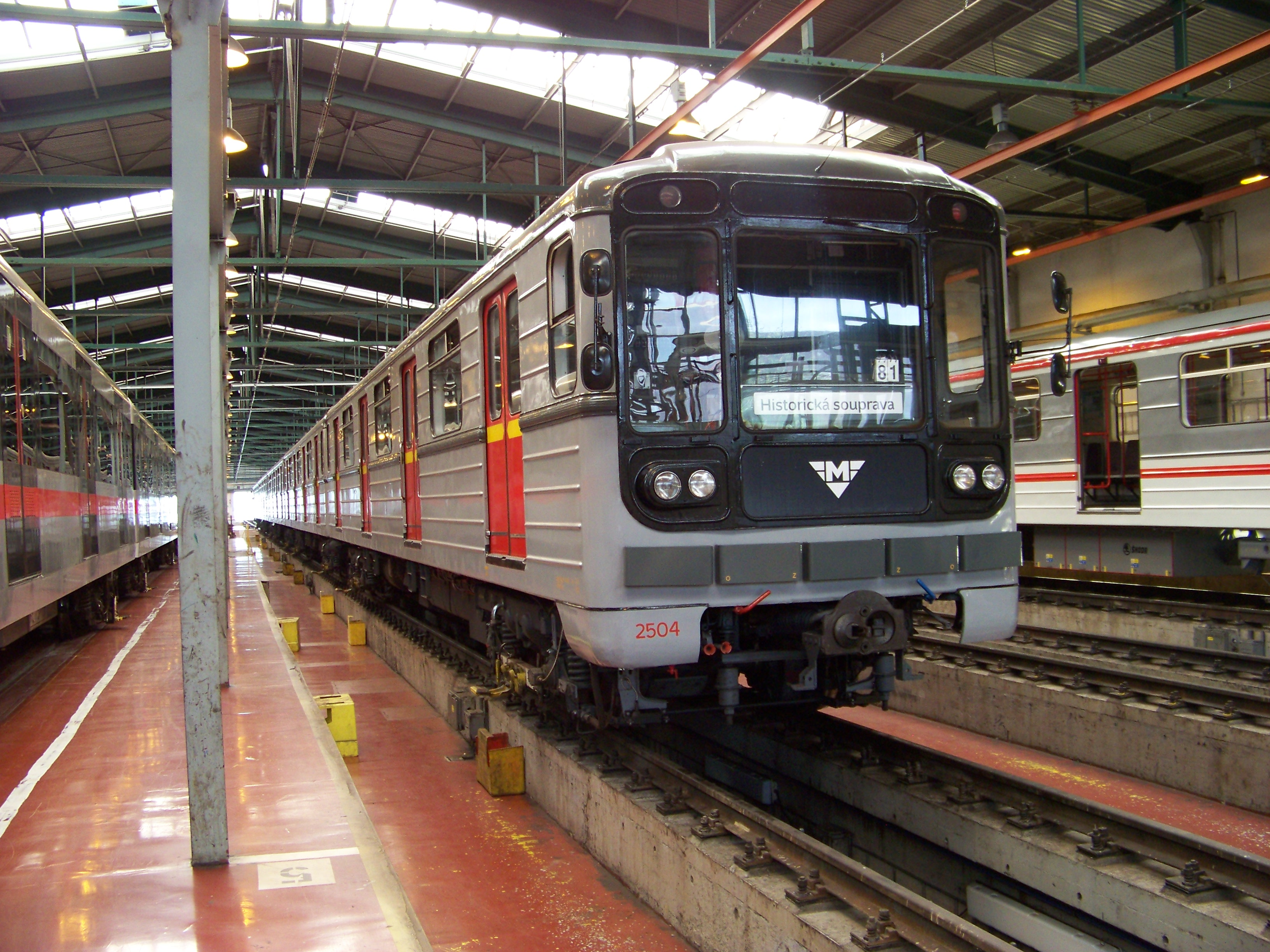
布拉格地鐵81-71型

布拉格地鐵最早使用的列車為蘇聯的地铁车辆机械制造厂 (OAO)製造的Ečs型（81-709型），其原型為同一製造商生產的Ye型电动列车（81-703型）。第一輛 Ečs 車廂於 1973 年 10 月 16 日抵達布拉格，1974年地鐵開始營運，最初使用3節編組運行，每節車廂載客量262人，最高設計速度為 90 公里/小時，營運速度限制為 80 公里/小時，但發動機功率較低，只能在C線上使用。OAO總共交付85節Ečs 車廂，Ečs型從1974年開始使用，直到1997年退役，使用24年。目前有4 節作為歷史車輛保留下來。一節是布拉格公共交通博物館的收藏品，其他三節車被編為一列列車，專為紀念性的目的使用。
1978年A線開通後，DPP引入新的列車，新列車同樣由OAO製造，即廣泛運用於東歐各國的地鐵81-717/714形電車，布拉格使用的是改造為標準軌距的布拉格地鐵81-71型電聯車，型號為81-717.1/714.1型，其發動機功率較Ečs型更高。81-71型自1978年開始投入營運，DPP共有101列5節編組，共505節的81-71型列車，一列列車載客量為1363人，最高設計速度為 90 公里/小時，營運速度限制為 80 公里/小時，81-71型於2009年除役，但其中大部分(465節)都被翻新改造為81-71M型繼續使用至今。

### 營運中的列車

#### 81-71M型

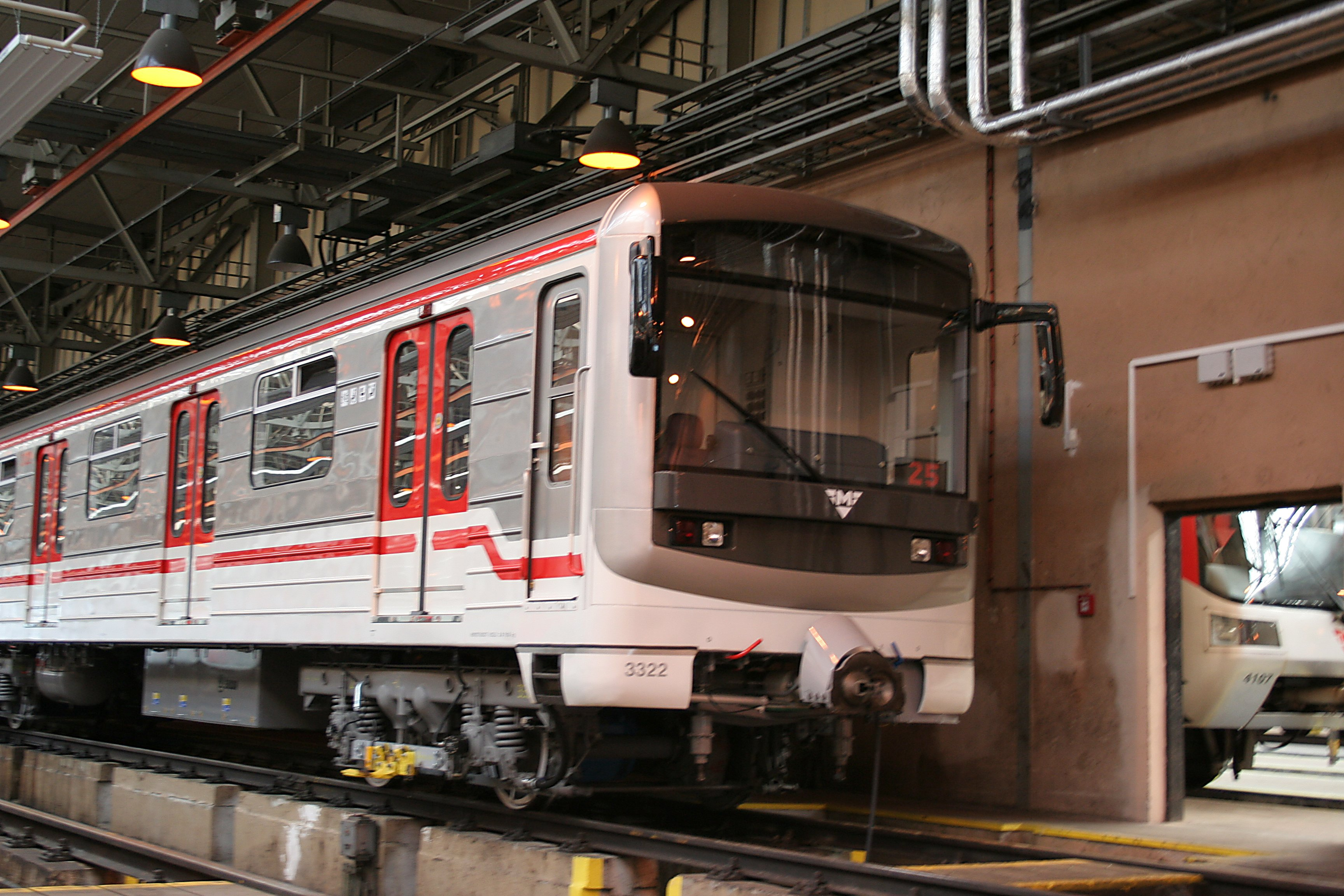
布拉格地鐵81-71M型

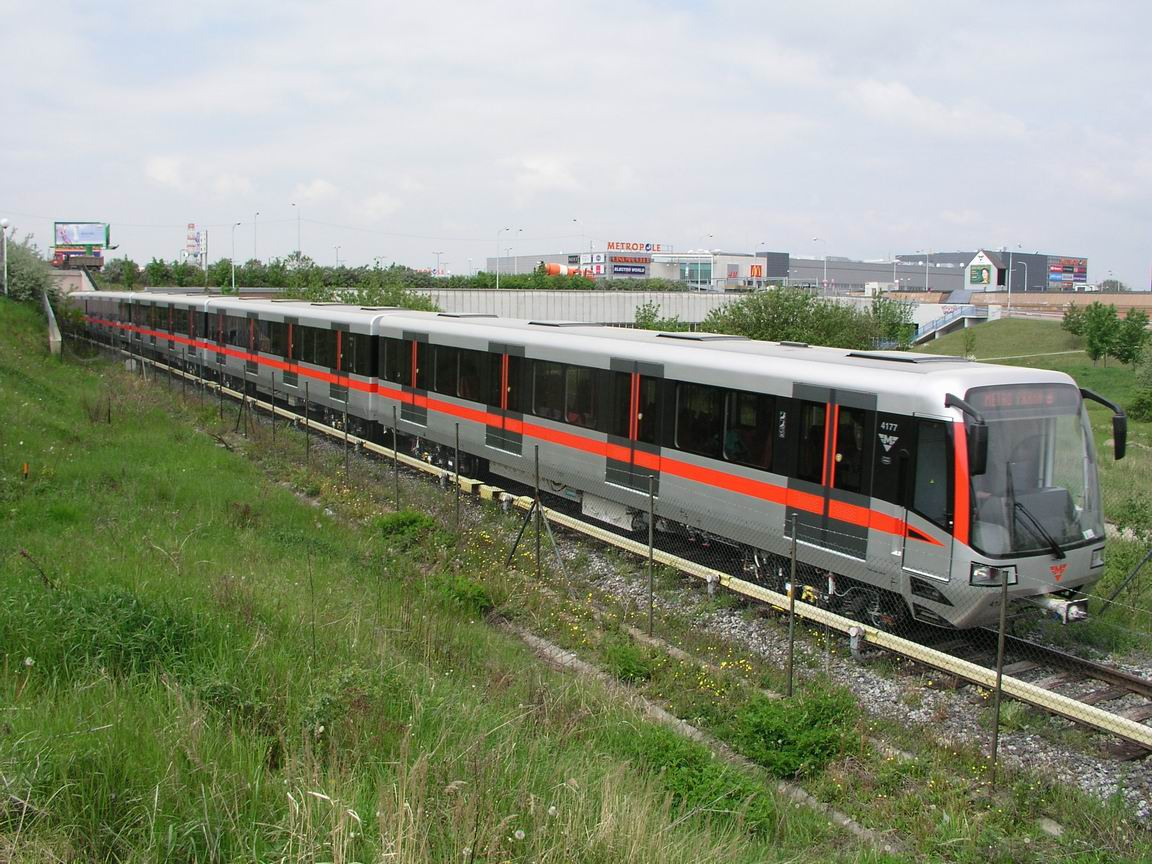
2000年在測試軌道的M1型

DPP目前營運中的列車為 265 節 M1 型和 465 節 81-71M 型，共730節列車車廂，兩種列車都是以5節編組運行。1990年代DPP面臨幾個與列車相關的問題，包括Ečs型的除役和81-71型的逐漸老化。儘管天鵝絨革命之後，民眾反對俄製的列車，但新列車尚未交付，因此DPP委託捷克的斯柯达運輸對81-71型進行翻新改造，預計延長壽命至少15年，翻新後的列車被給予81-71M型的新名稱。第一列81-71M型於1996年完成翻新，並於1998年開始商業運營，主要運用於A線以及B線。

#### M1型
M1型是目前DPP最新的列車，由於天鵝絨革命之後，民眾反對俄製的列車，DPP因此轉向捷克的ČKD訂製新的地鐵車，新的M1型由ČKD、西门子與ABB-戴姆勒-賓士運輸組成的集團製造，從2000年開始投入使用，到2003年共交付40列列車，主要運用於C線，採用5節編組，列車不可分割混編。2003年之後DPP又訂購13列，應付C線的延伸，2003年之後交付的列車由西門子獨立製造。目前DPP共有53列M1型列車，一列列車載客量為1464人，最高設計速度為90公里/小時，營運速度限制為80公里/小時。另外位於委內瑞拉的馬拉開波地鐵也使用M1型地鐵列車，不過該系統的列車採用架空線供電，車身為綠、白色調。

## 營運
布拉格地鐵從凌晨 4 點到 5 點之間開始運營，運行到午夜0時，2010 年到 2012 年，布拉格地鐵曾在每週五和周六運行到凌晨 1 點，但後來取消，以節省運營成本。布拉格的所有公共運輸系統均使用同一票價，發售30分鐘、90分鐘、24小時和72小時車票，票價從30到330捷克克朗 (約13.2歐元)，乘客可以在票面時間內，無限制搭乘、換乘布拉格各種大眾交通工具，另外也有發售1個月至1年的定期票券。

## 未來計畫
布拉格地鐵現有的三條線路都有延伸的建議，但在布拉格的都市交通計畫中，現有線路都沒有延伸計畫，其中呼聲最大的是A線延伸至瓦茨拉夫·哈維爾機場，但該呼籲在2015年被市長否決，表示將以市郊鐵路取代。
儘管既有線路沒有延伸計畫，但新的路線--布拉格地鐵D線即將開始施工。D線於 2013 年獲得布拉格市政府的批准，最初計劃於 2017 年至 2022 年間建設。該項目將建設 10.5 公里的軌道，設有 10 個車站，以A線的和平广场站為起點，在潘克拉茨站與C線交會，之後一路延伸往布拉格的南部地區，2015 年 7 月，布拉格市議會批准了D線採用無人駕駛，並將路線分為兩段建設，第一段為從潘克拉茨站到新德沃里站的路段，共有5個車站。
由於土地徵收的問題，D線建設成本增加到近 730 億克朗（27 億歐元）。2019年完成地質調查之後，布拉格宣布將在2020年9月動工，但因為2019年冠状病毒病疫情，動工時間被延遲。原本預計在2023年完成潘克拉茨站到奧爾布拉赫托娃站，兩個車站區間施工的計畫因此未能如期完成，第二階段則沒有具體時程。
2021年6月DPP完成與施工商的簽約，宣布D線即將開始施工。2021年12月布拉格再次宣布D線第一階段將在2022年動工，並將在2029年完工。2022年春季D線第一階段动工，D線遠期將向北延伸與B線交會。
除了D線之外，也有提出E線的計畫，E線預計將是環線，線路预计長36公里，設有23個車站，每天可能運送超過15萬名乘客，每年運送約1億名乘客，布拉格正在採取措施，任命一名規劃協調員，以推進E線的建設。

## 外部連結
- 布拉格公共交通公司 （页面存档备份，存于）（英文）（捷克文）（德文）
- www.metroweb.cz （页面存档备份，存于） （英文）（捷克文），布拉格地鐵的相關論壇。